# 苯磺酸钠
苯磺酸钠是一种有机化合物，化学式为C6H5SO3Na。它是可溶于水的白色固体，可用于制备苯酚。

## 制备和反应
苯磺酸钠可由苯磺酸和氢氧化钠在水中反应得到。
它和氟化亚砜、三氟化硼乙醚在DMF中反应，可以得到苯磺酰氟。